# Магера, Андрей Иосифович
Андрей Иосифович Магера (22 января 1974, Сокаль, Львовская область, Украинская ССР) — украинский юрист, заместитель Председателя Центральной избирательной комиссии Украины. Заслуженный юрист Украины (2005). 4 июля 2013 года Центральная избирательная комиссия назначила Андрея Магеру исполняющим обязанности председателя комиссии. Соответствующее решение было принято на заседании комиссии, проведенного заместителем председателя ЦИК Жанной Усенко-Черной.

## Историческая роль
24 ноября 2004 года 30-летний Андрей Магера, будучи членом Центральной избирательной комиссии, не подписал протокол с официальными результатами выборов Президента Украины, согласно которому победителем был признан кандидат Виктор Янукович, как «не отвечающий волеизъявлению украинского народа».
Благодаря этому событию дата 24 ноября 2004 года считается началом Оранжевой революции на Украине.

## Биография
В 1998 году окончил юридический факультет Львовского государственного университета им. И. Франко по специальности «правоведение».
Трудовую деятельность начал учителем английского языка и физкультуры Реклинецкой средней школы Сокальского района Львовской области. Позднее работал на кирпичном заводе Сокальского заводоуправления кирпичных заводов.
В 1997—1998 годах принимал участие в учебной программе «Помощник председателя Комитета Верховной рады», которую совместно организовали аппарат Рады и Ассоциация экс-членов Конгресса США. Работал помощником председателя Комитета по вопросам регламента, депутатской этики и обеспечения деятельности депутатов. С 1998 года работал помощником-консультантом депутата Романа Зварича из фракции «Народного Руха Украины».
С 2000 года — с депутатом Александром Задорожным, на тот момент председателем Комитета по вопросам правовой политики.
С октября 2002 года — руководитель группы помощников депутата Давида Жвании («Наша Украина»).
С февраля 2004 года — член Центральной избирательной комиссии Украины.
1 ноября 2018 года включён в санкционный список России.

## Награды
- Орден «За заслуги» ІІІ степени (23 августа 2014)[3]